# Alain Policar
Alain Policar est un universitaire, sociologue et politologue français.

## Parcours
Alain Policar est agrégé de sciences économiques et sociales. Il enseigne pendant seize ans dans l'enseignement secondaire, puis de 1988 à 2014 à la faculté de droit et des sciences économiques de l'université de Limoges. Il est alors rédacteur en chef de la revue Les Cahiers Rationalistes de l'Union rationaliste, et membre du comité de rédaction de Raison Présente,.
En 2011, il soutient une thèse de doctorat sous la direction de Gil Delannoi à l'Institut d'études politiques de Paris, intitulée « Liberté individuelle et justice sociale : de la possibilité d’un libéralsocialisme : égalité versus inégalité ou la valeur propre de l’humanité ». Il est, depuis 2010, chercheur associé au Centre de recherches politiques de Sciences Po (Cevipof).
Ses champs de recherche sont le racisme, la justice sociale, la citoyenneté, la laïcité, le libéralisme politique et le cosmopolitisme.

### Controverse
En 2022, il signe une tribune dans Le Monde avec 73 autres universitaires dénonçant l'apparition d'une « police de la pensée » contre tout ce qui s'apparente à ce qui est réduit à l'appellation de « wokisme, décolonialisme, cancel culture ».
En avril 2023, le ministre de l'Éducation nationale Pap Ndiaye nomme Alain Policar ainsi que quatre autres personnalités au Conseil des Sages de la laïcité, tout en faisant modifier le mode de fonctionnement de ce conseil. Une partie de la presse rappelle alors qu'il avait critiqué dans une tribune en 2019 ceux qui font « de la laïcité une arme contre la religion »,. Alain Policar est démis du Conseil des Sages de la Laïcité le 24 avril 2024 par la ministre de l'Éducation nationale Nicole Belloubet.

## Vie privée
Il est le conjoint de Clotilde Policar, professeure au Département de chimie à ENS.

## Publications

### Ouvrages
- La Justice sociale : les enjeux du pluralisme, Paris, Armand Colin, coll. « Cursus : Sociologie », 2006  (ISBN 2-200-26653-7)[10]
- Bouglé, justice et solidarité, Paris, Éditions Michalon, 2009  (ISBN 978-2841864911)[11]
- Le Libéralisme politique et son avenir, CNRS, 2012  (ISBN 978-2-271-07132-3)[12]
- Ronald Dworkin ou la valeur de l'égalité, CNRS, 2015[13]
- Ronald Dworkin, l'empire des valeurs (dir.), Classiques Garnier, 2017
- Comment peut-on être cosmopolite ?, Le Bord de l'eau, 2018[14]
- Le Libéralisme politique expliqué aux jeunes gens, Lormont, Le Bord de l’eau, 2019.
- Cosmopolitisme ou barbarie, Paris, éd. Rue d'Ulm, 2020  (ISBN 978-2-7288-0684-3)
- L’Inquiétante familiarité de la race - Décolonialisme, intersectionnalité et universalisme, Le Bord de l'eau, 2020[15],[16]
- L'Universalisme en procès, Le Bord de l'eau, 2021  (ISBN 978-2-35687-828-1)
- La Haine de l'antiracisme, avec Régis Meyran, Paris, Textuel, coll. « Conversations pour demain », 2023  (ISBN 978-2-84597-952-9)
- Le Multiculturalisme en procès, avec Isabelle Barbéris, Mialet Barrault, coll. « Disputatio », 2023 (ISBN 9782356879646)
- L'Universalisme en débat(s), avec Stéphane Dufoix (co-dir.), Le Bord de l'eau, 2023
- Le «wokisme » n'existe pas: la fabrication d'un mythe, Le Bord de l'eau, 2024

### Ouvrages collectifs
- Alain Policar (membre du conseil scientifique) et al., Dictionnaire historique et critique du racisme, PUF, coll. « Quadrige dicos poche », 2013 (ISBN 978-2-13-055057-0).
- Ronald Dworkin, l'empire des valeurs (dir.), Classiques Garnier, 2017.
- Le cosmopolitisme sauvera-t-il la démocratie ? (dir.), Paris, Classiques Garnier, collection PolitiqueS, 2019.
- Alain Policar, Nonna Mayer et Philippe Corcuff (dirs.), Les mots qui fâchent. Contre la maccarthysme intellectuel, La Tour d'Aigues, Éditions de l'Aube, 2022 (ISBN 978-2-8159-4866-1), et contributions sur « Universalisme » (pp. 171-176) et en collaboration avec Rachid Benzine « Tolérance » (pp. 165-170).